# Crème de myrtille
La crème de myrtille ou liqueur de bleuet est le résultat de la macération des baies de myrtille, vaccinium myrtillus L., dans du vin ou de l'eau-de-vie. Cette décoction peut être enrichie d'un sirop de sucre.

## Vertus de la baie
En Europe, les propriétés médicinales de la myrtille sont connues et utilisées  depuis près de un millénaire. Ses baies servaient pour traiter la diarrhée et la dysenterie, pour interrompre la lactation, lutter contre le scorbut et de la dysurie. Elles renferment un pigment de la famille des anthocyanes, et des flavonols qui ont des effets thérapeutiques. De plus, leur richesse en tanin explique leur effet antidiarrhée.
Elles sont parmi les baies les plus légères en sucres et en calories, leur teneur en fibres et en antioxydant leur confère des vertus coupe-faim. De nombreuses études scientifiques ont été publiées sur les liens entre la consommation de myrtilles et une réduction du risque de cancer et de maladies cardiovasculaires et dégénératives. De plus, elles possèdent des propriétés antioxydantes et il a été constaté que leur consommation améliore la vision nocturne, ralentit le vieillissement, atténue les inflammations des muqueuses, prévient les maladies de l'œil, est efficace contre les troubles de la circulation du sang.
En 2009, des chercheurs canadiens ont publié des résultats démontrant l'effet antidiabète et anti-obésité du jus de bleuet fermenté. Ce bleuet nomme diverses espèces du nord-est de l'Amérique du Nord dont Vaccinium myrtilloides et Vaccinium angustifolium. Lors de la colonisation, les colons ont retrouvé dans le bleuet les mêmes vertus qu'à la myrtille. Mais les grandes bleuetières sauvages ne se sont vraiment développées qu'après le déboisement systématique ou après les grands incendies qui ont décimé les anciennes pinèdes, notamment au Saguenay-Lac-Saint-Jean.  Quant aux Amérindiens, on sait que les Ojibwés et les Algonquins l'utilisaient contre la folie et pour purifier le sang, contre la colique infantile. Ils l'utilisaient aussi après une fausse couche ainsi que pour faire commencer le travail chez la femme enceinte.

## Histoire de la crème ou liqueur
L'utilisation de la crème ou liqueur à des fins thérapeutiques ne semble pas remonter au-delà de du milieu du XIXe siècle, si l'on en croit l'observation du docteur Beau, recueillie dans Le Journal de la Médecine dont il était le rédacteur en chef en 1843. Il signale le cas d'une de ses clientes affectée, en avril 1840, de diarrhée aiguë. Celle-ci, au cours du mois de septembre se redit en Normandie, où, pour lui faire passer son indisposition on lui fit absorber une liqueur obtenue de la macération des baies d'airelle myrtille dans de l'eau-de-vie. Elle fut guérie et en rapporta une ample provision. Le docteur la testa positivement sur quelques-uns de ses diarrhéiques. Persuadé de son efficacité, il fit préparer par un pharmacien un extrait des baies de l'airelle myrtille qu'il conseilla à ses malades de prendre dans un verre à liqueur le matin à jeun, ou demi-heure avant le dîner, ou bien encore à la fin du repas.
Sept années plus tard, les vertus thérapeutiques de la liqueur n'étaient pas passées dans la liste des médicaments reconnues par la Faculté. En effet, dans son Histoire naturelle des drogues simples, le pharmacien Guibourg explique : « Airelle myrtille, dont les baies sont d'un bleu noirâtre, très recherchées des coqs de bruyère. Elles sont acidulés, rafraîchissantes, et servent à faire un sirop et des confitures sèches. On les emploie aussi dans la teinture et pour colorer le vin ».
Il fallut attendre 1867 pour que la crème de myrtille élaborée chez Ign. Luck, qui tenait boutique au boulevard du Temple, à Paris, fit florès, si on se base sur les extraits de lettres de sa clientèle qui lui servent de publicité. La femme Fessol se dit guérie de la cholérine, et ravie d'avoir « pu reprendre ses travaux comme à l'ordinaire ». Le dénommé Berthrod, qui tient le Café du Commerce, rue Madame, ne tarit pas d'éloges sur la vertu de cette liqueur. Fortement indisposé de crampes et de frissons, il lui a suffi de boire quatre à cinq petits verres pour être parfaitement rétabli. Quant à Wolff, le limonadier du boulevard Saint-Michel, il se dit on ne peut plus satisfait puisque cette nouvelle liqueur de Crème de Myrtille lui a coupé ses coliques après seulement un petit verre. « Sa femme s'en est parfaitement trouvée pour ses maux d'estomac ».
La crème de myrtille suivi alors le même chemin que le vin de quinquina destiné à lutter contre le paludisme. Ce médicament de potion devint apéritif comme le Dubonnet.

Crème de myrtilles et liqueur de bleuets
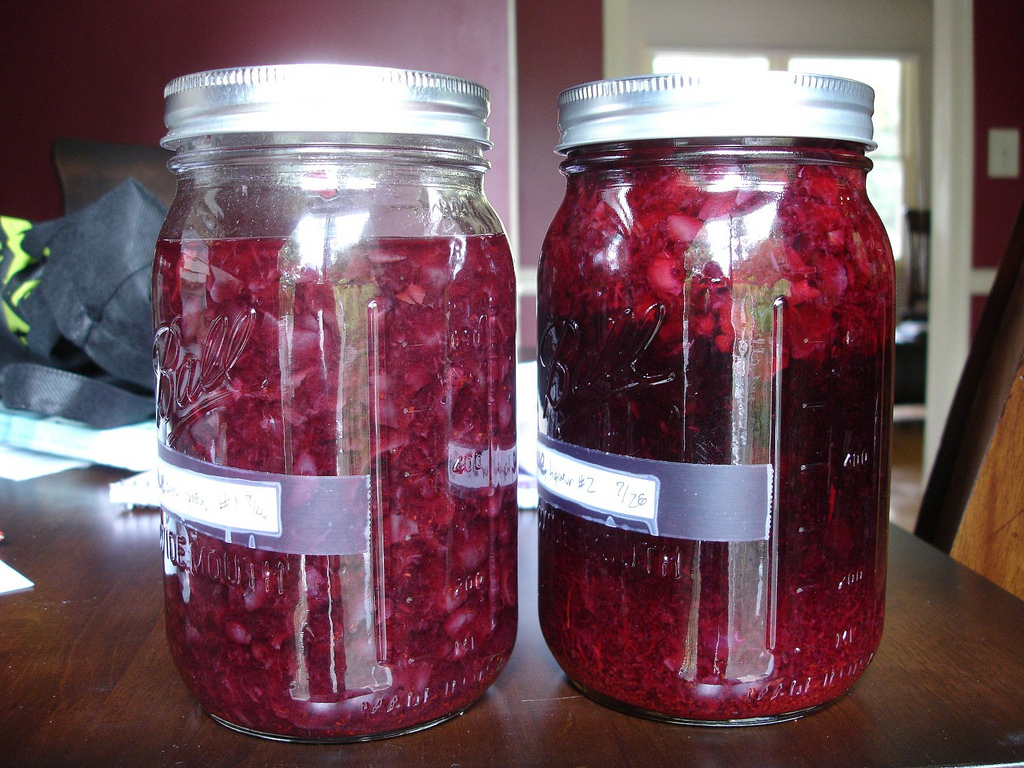
Liqueur de bleuet en début de macération
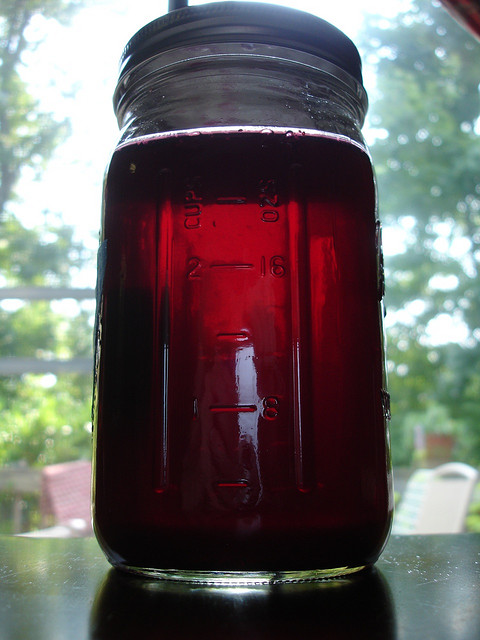
Liqueur de bleuet prête à boire
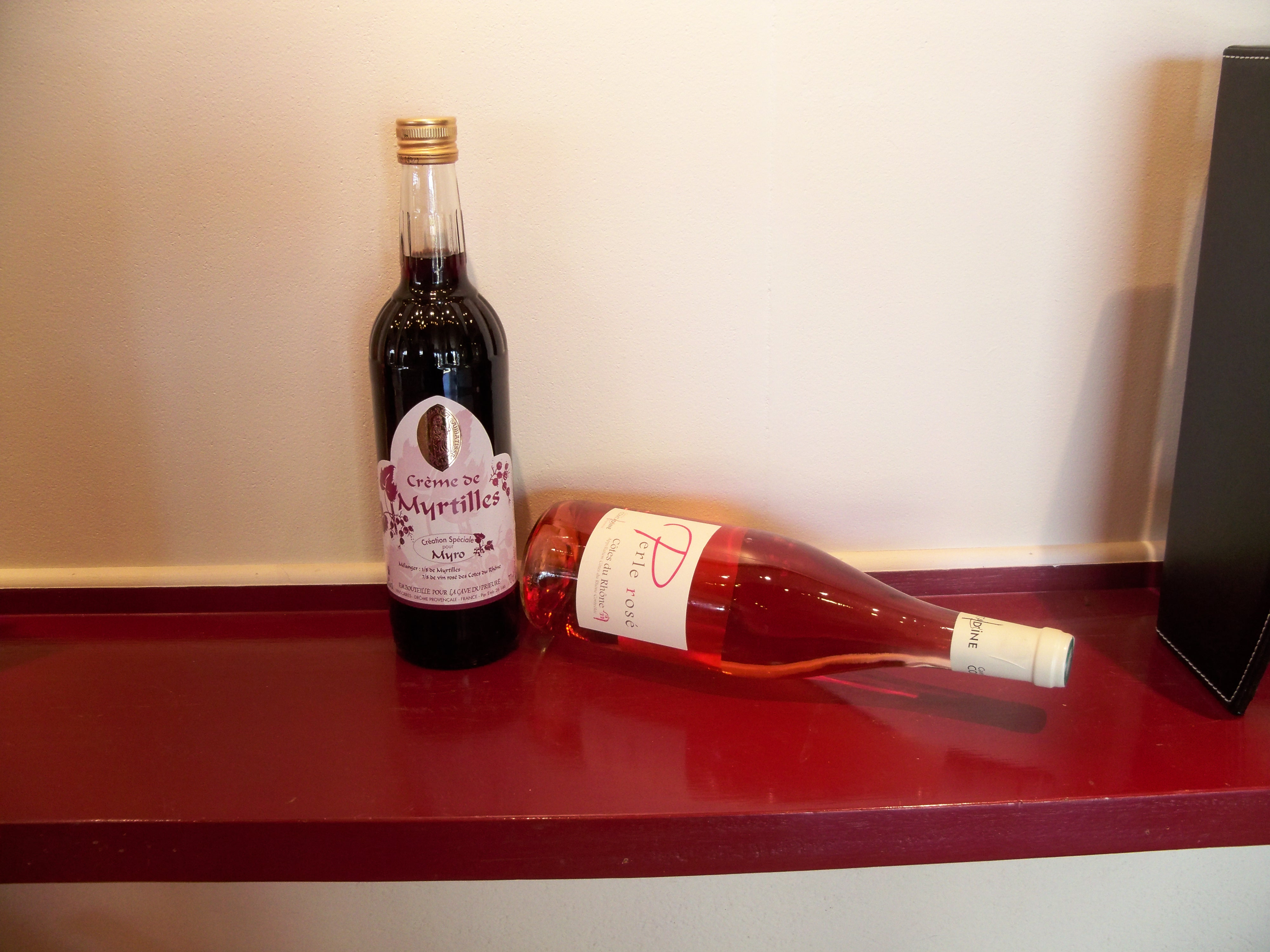
Crème de myrtille et vin rosé

## Une base d'apéritif et de cocktails

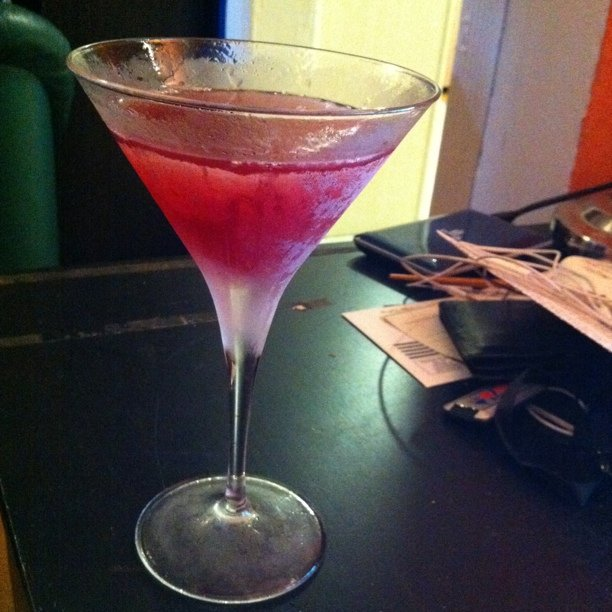
Crème de myrtille en cocktail

Les 400 tonnes de myrtilles sauvages cueillies par an, en Ardèche, en font le premier département français producteur. Le myro est un apéritif typique de l'Ardèche qui associe crème de myrtille et vin rosé à raison d'une dose de crème pour sept doses de vin. En Amérique du Nord, l'État du Maine et la province de Québec sont les deux principaux producteurs. La cueillette du bleuet alimente une industrie agroalimentaire importante (fruits frais ou congelés, confitures, gelées, sirops, etc.). La liqueur de bleuet entre dans la composition de nombreux cocktails : Alaskan Martini, Blueberry Crush, Cop Car, Eric's Blueberry Lemonade, Green Jesus, Hot Chick's Bike Seat, LoLo et Lucifers Tears.